# 悪魔の毒々モンスター 新世紀絶叫バトル
『悪魔の毒々モンスター 新世紀絶叫バトル』（原題：Citizen Toxie: The Toxic Avenger IV）は、2000年にトロマ・エンターテインメントによって制作されたアメリカ映画。『悪魔の毒々モンスター』シリーズ通作4作目。『悪魔の毒々モンスター』の正当な続編にあたる。

## あらすじ
トロマヴィルの養護学校を突如として悪名高いおむつマフィアが襲撃。人質を救出し悪を始末するために毒々モンスターとその相棒ラーダスが参上し、おむつマフィアをなぎ倒して行くのだが、マフィアのセットしていた時限爆弾が作動して学校は爆発。相棒ラーダスを失ったが生徒のスウィーティーハニーとテイトを助けた毒々。しかし、町の様子がどうもおかしい。実は爆発の影響で毒々モンスター達は、トロマヴィルの平行世界であるアモートヴィルに転移してしまっていたのだった。一方でトロマヴィルには平行世界で悪の代表者として君臨していた悪毒モンスターが入れ替わる形で送られてくる、悪毒の殺戮で町は大混乱。果たして、毒々モンスター達は平行世界から脱出して、悪毒を倒せるのだろうか。

## キャスト
- 毒々モンスター (トキシー)：デヴィッド・マッティ　クライド・ルイス

トロマヴィルのヒーロー。おむつマフィアとの戦いの末、アモートヴィルに転移されたが、そこでも、悪人たちを成敗していく。元の世界に戻ってからは、カジンスキー軍曹率いる悪人たちを殲滅し、サラを救うために悪毒と死闘を繰り広げる。
- 悪の毒々モンスター：デヴィッド・マッティ

平行世界の毒々モンスター。毒々とは正反対で悪の頂点。トロマヴィルに来たことによって猛威を振るう。本物との差別化で、髪があり、服装は黒一色、モップの色は赤。
- サラ：ヘイディ・スジャーセン

盲目の美女で毒々モンスターの妻。妊娠中だが、毒々不在の中で悪毒に犯されてしまい、悪毒との子供を妊娠してしまう。
- クレア：ヘイディ・スジャーセン

2作目と3作目の世界線で毒々モンスターの恋人だった人物。本作では平行世界のサラとして登場。平行世界ではチェスターの妻であり、悪毒に奴隷として監禁されていた。盲目ではなくなったが歯並びが粉々になっているので、手話でしか話せない。喋ろうと思えば普通に喋れる。
- ラーダス：ジョー・フライシェイカー

本作で登場する毒々モンスターの相棒。ヒーローとしては半人前なので毒々モンスターをサポートしている、肥満体に似合って食べ物を武器にして戦う。おむつマフィアの仕掛けた爆弾を食べることで止めようとするが、自爆して死亡する。
- チェスター：ジョー・フライシェイカー

平行世界のラーダス、科学者。妻のクレアを連れ去られ、研究所を破壊されて、一文無しになっていたところを毒々モンスターに救われる。お礼に毒々を元の世界に帰すため協力する。
- カブキマン：ポール・キルムス

『カブキマン』のヒーロー、おむつマフィアの出現でニューヨーク市からトロマヴィルへ呼び出されて来た。以前の超人的な力と正義感を失い、ヘタレな酔っ払いに落ちぶれている。悪毒を倒すべく、ドルフィンマンなどのヒーローと共に戦う。
- 悪のカブキマン：ポール・キルムス

平行世界のカブキマン、悪毒の相棒で悪のヒーロー。やってきたばかりの毒々を悪毒だと勘違いして助けていたが、悪毒ではないと気づき、毒々モンスターを襲う。本物のカブキマンと違って、道具による攻撃ではなくカンフーを使う。
- ゴールドバーグ市長：ロン・ジェレミー

トロマヴィルの市長。悪毒の暴走を止めるべく、ヒーローチームを呼び出すが、失敗に終わり悪毒に殺害される。
- カジンスキー軍曹：ダン・スノー

警察側の人間だが、本性は独裁者。悪毒の極悪ぶりに感激して部下となり殺戮の限りを尽くす。毒々モンスターが帰ってきた時には、悪毒を崇めるナチスを模した帝国を築き上げていた。前作で同じくダン・スノー演じるシガーフェイスとは同一人物なのか明かされていない。
- テイト：マイケル・バディンジャー

養護学校の生徒、病気の自分にコンプレックスを感じて、薬物自殺しようとしたが毒々に止められて救出される。平行世界に来てしまい、悪人に襲われそうになったりと、毒々モンスターに何度も助けられる。ポンピーとは仲が良くなりコンビになった。
- スウィーティーハニー：リサ・テレザキス

養護学校の生徒、孤児。救出されて平行世界に来る。精神年齢が幼かったが、この騒動で精神的に成長する。
- ポンピー：バリー・ブリスコ

平行世界で差別主義者に殺されかけていた黒人。毒々に助けられたが、既に生首状態なのに何故か生きている。毒々モンスター達と同行することになった。テイトと仲が良くなる。
- フレム・ホッキング博士：ジェームズ・ガン

チェスターの科学者仲間。平行世界について説明してくれる。
- マスターベイター：ジャレッド・アルターマン

自慰を繰り返す能力のヒーロー、ヒーローチームの一人として呼び出された。悪毒に慄くヒーロー達の中で唯一実力があった。
- ヴァイブレーター：ローレン・ヘザー・マクマホン

片手が振動するサーベルとなっていて、それで自慰を繰り返す女ヒーロー。ヒーローチームの一人として呼び出された。
- マッド・カウボーイ：アンソニー・カタニーズ

メス牛と人間の男の性質を合わせ持つ獣人ヒーロー。ヒーローチームの一人として呼び出された。悪毒に慄くヒーロー達を励まして勇気を与えた。悪毒との死闘は最後まで戦い抜く。
- 悪のマッド・カウボーイ：アンソニー・カタニーズ

平行世界のマッド・カウボーイ、カブキマンの部下。本物との違いは角があること。刃物で毒々モンスター達を襲う。
- ドルフィンマン：オリヴィエ・テンドン

イルカと人間の性質を合わせ持つ哺乳類ヒーロー。ヒーローチームの一人として呼び出された。背中から水を噴射できる。彼だけ本作以外のトロマ作品に出演しており、『悪魔の毒々映画をカンヌで売る方法!』やThe Return of Dolphin Manなどで再登場している。
- ウォーレン：ギルバート・プレントン

『悪魔の毒々ハイスクール』の主人公、カメオ出演。
- メルヴィン：マーク・トーグル

毒々モンスターが人間だった頃のひ弱で間抜けな青年。あることから、今の自分と再会する。
おむつマフィア
- テックスおむつ：トレント・ハーガ
- レックスおむつ：ケイレブ・エマーソン
- レックスおむつ：ヤニフ・シャロン

その他
- ナレーター：スタン・リー
- 神：ハンク・ザ・アングリー・ドランケン・ドワーフ
- サラの婦人科医、キンキー・フィンケルスタイン：コリー・フェルドマン
- ミス・ワイナー：デビー・ロション
- ジェイソン・ディアス：ジェイソン・スクラー
- ジェイソン・ゴンザレス：ランディ・スクラー
- ゴールドバーグ市長の報道官：アル・ゴールドスタイン
- 画家：トム・ファルプ
- 悪毒に殺されるバイカー：ケビン・イーストマン
- 悪毒に殺されたトロマのモデル：ジュリー・ストレイン
- レミー　悪のレミー：レミー
- おびえたトロマビル市民：イーライ・ロス
- ニュースで車に襲われる男：キーナ
- チェスターズの顧客：デビッド・マッティ
- 人種差別的なトラック運転手：ミッチ・コリンズ
- アモートヴィル警察署長：リック・コリンズ
- ロイド・カウフマン：ロイド・カウフマン

- 悪の毒々赤ちゃん：マイケルH.ベイカージュニア
- 毒々赤ちゃん：ロリー・クイン
- カブキ赤ちゃん：アンドレア・ビロ
- 毒々のお母さん：シャーロット・ハウグ